# Dorian Gray (atriz)
Maria Luisa Mangini, mais conhecida como Dorian Gray (2 de fevereiro de 1936 - 16 de fevereiro de 2011) foi uma atriz italiana. Ela cometeu suicídio em 2011, aos 83 anos de idade.

## Filmografia selecionada

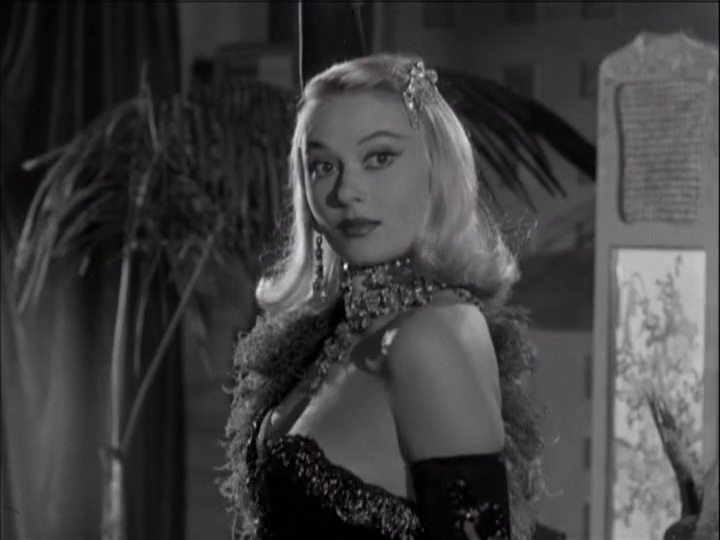
Gray em Io piaccio (1955)

- Accidenti alle tasse!! (1951) - Margot
- Il mago per forza (1951)
- Amo un assassino (1951) - Vandina
- Anema e core (1951) - Amica di Cocciaglia
- Vendetta... sarda (1952) - Columba Porchiddu
- La regina di Saba (1952) - Ati
- Lo sai che i papaveri (1952) - La guardarobiera
- Io piaccio (1955) - Doriana Paris
- Totò lascia o raddoppia? (1956) - Ellen
- Totò, Peppino e la... malafemmina (1956) - Marisa Florian
- Guaglione (1956) - Nadia Lanti
- Totò, Peppino e i fuorilegge (1956) - Valeria
- Le notti di Cabiria (1957) - Jessy
- Il grido (1957) - Virginia
- Domenica è sempre domenica (1958) - Luciana
- Mogli pericolose (1958) - Ornella
- Racconti d'estate (1958) - Dorina
- Vacanze d'inverno (1959) - Carol Field
- Brevi amori a Palma di Majorca (1959) - Hélène
- Le sorprese dell'amore (1959) - Desdemona
- Il Mattatore (1960) - Elena
- La regina delle Amazzoni (1960) - Antiope
- Crimen (1960) - Eleonora Franzetti
- Il carro armato dell'8 settembre (1960)
- Mani in alto (1961) - Pupina Micacci
- Gli attendenti (1961) - Lauretta
- Finden Sie, daß Constanze sich richtig verhält? (1962) - Marie-Louise Jörgensen
- Peccati d'estate (1962) - Irene
- Marcia o crepa (1962) - Nora
- Avventura al motel (1963)
- Thrilling (1965) - Veronique
- I criminali della metropoli (1967) - Denise